# Ghader Mizbani
Ghader Mizbani Iranagh (en perse : قادر میزبانی ), né le 6 septembre 1975 à Tabriz, est un coureur cycliste iranien, professionnel de 2003 à 2018.

## Biographie

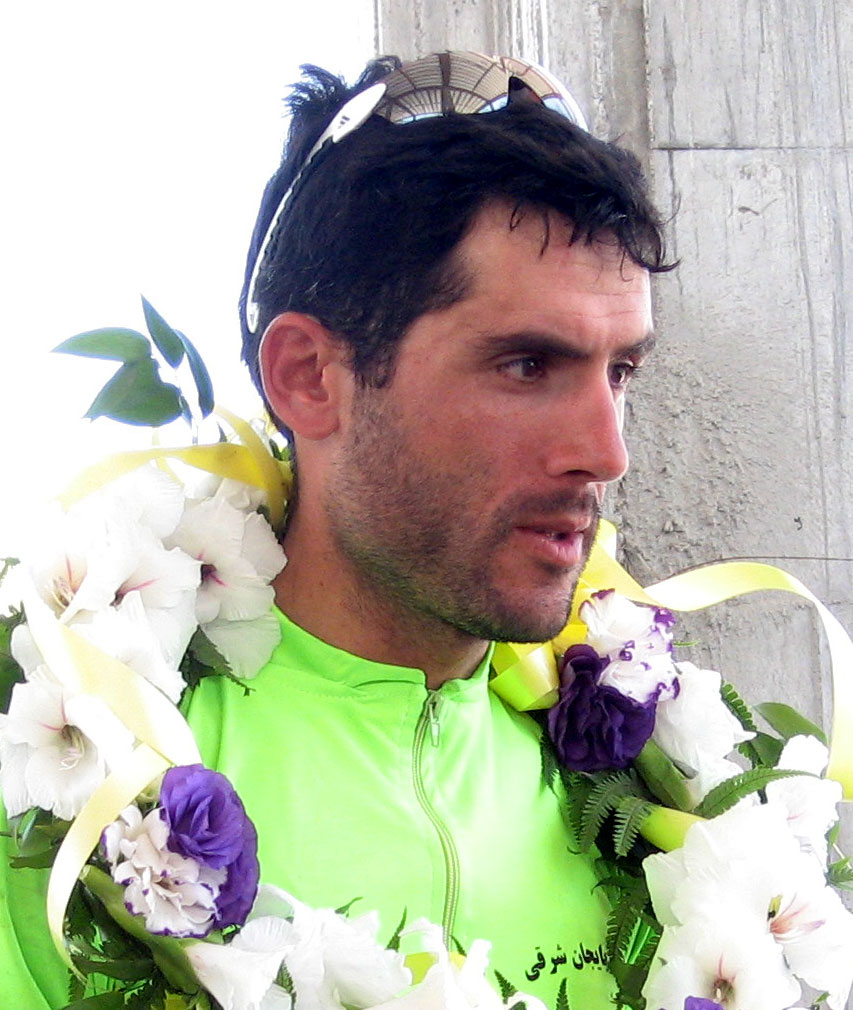
Ghader Mizbani lors des championnats d'Iran de 2008.

Il a notamment remporté les deuxième et cinquième éditions de l'UCI Asia Tour et cinq titres de champion d'Iran (deux contre-la-montre et trois en ligne).
En 2004, il est suspendu pour dopage pendant un mois.

## Palmarès
- 1996
  - 2e du Tour de Mevlana
- 1998
  -  Médaillé d'or du contre-la-montre des Jeux asiatiques
  - 2e du Tour d'Azerbaïdjan
- 1999
  - 3e du Tour d'Azerbaïdjan
- 2000
  - Classement général du Tour d'Azerbaïdjan
- 2001
  -  Champion d'Iran du contre-la-montre
  - Classement général du Tour d'Arabie saoudite
  - 3e et 5e étapes du Tour de Turquie
  - 2e du Tour de Turquie
- 2002
  - Classement général du Tour d'Azerbaïdjan
  - Tour d'Arabie saoudite :
    - Classement général
    - 4e étape

  - Tour de Turquie :
    - Classement général
    - 3e étape

  - 4e étape du Tour de Serbie
- 2003
  - 6e étape du Tour de Turquie
  - Tour de Taïwan :
    - Classement général
    - 7e étape

  - 2e du Tour du lac Qinghai
  - 2e du Tour de Turquie
- 2004
  - 4e étape du Tour d'Indonésie
  - 2e du Tour du lac Qinghai
  -  Médaillé de bronze au championnat d'Asie du contre-la-montre
- 2005
  - 2e étape du Kerman Tour
  - Tour d'Azerbaïdjan :
    - Classement général
    - 2e étape

  - 4e étape du Tour de Java oriental
  - 5e étape du Tour du lac Qinghai
  - 2e du Tour de Taïwan
- 2006
  - UCI Asia Tour
  -  Champion d'Iran du contre-la-montre
  - Kerman Tour :
    - Classement général
    - 1re étape

  - Tour de Turquie :
    - Classement général
    - 2e étape

  - Tour d'Azerbaïdjan :
    - Classement général
    - 5e étape

  - Tour de Java oriental :
    - Classement général
    - 4e étape

  - Tour of Milad du Nour :
    - Classement général
    - 2e et 5e (contre-la-montre par équipes) étapes

  - 2e du championnat d'Iran sur route
  -  Médaillé d'argent au championnat d'Asie du contre-la-montre
  -  Médaillé d'argent du contre-la-montre par équipes aux Jeux asiatiques
- 2007
  -  Champion d'Iran sur route
  - 4e étape du Tour du Siam
  - 4e étape du Tour de Taïwan
  - Prologue du Kerman Tour
  - 4e étape du Tour d'Azerbaïdjan
  - Tour of Milad du Nour :
    - Classement général
    - 5e étape

  - 2e du Kerman Tour
  - 2e du Tour d'Azerbaïdjan
  - 2e du championnat d'Iran du contre-la-montre
  - 2e de l'UCI Asia Tour
- 2008
  -  Champion d'Iran sur route
  - 5e étape du President Tour of Iran
  - Tour de Java oriental :
    - Classement général
    - 4e étape

  - Prologue du Tour d'Azerbaïdjan
  - Kerman Tour :
    - Classement général
    - 3e étape (contre-la-montre par équipes)

  - Tour d'Indonésie :
    - Classement général
    - 5e et 10e étapes

  - 2e du championnat d'Iran du contre-la-montre
  - 2e du Jelajah Malaysia
  - 2e du Tour d'Azerbaïdjan
  - 2e de l'UCI Asia Tour
- 2009
  - UCI Asia Tour
  - Tour de Singkarak :
    - Classement général
    - 3ea étape

  - President Tour of Iran :
    - Classement général
    - 3e étape

  - 3e et 8e étapes du Tour du lac Qinghai
  - 5e étape du Tour d'Azerbaïdjan
  - 1re (contre-la-montre par équipes) et 4e étapes du Tour d'Indonésie
  - 2e du Tour du lac Qinghai
  - 2e du Tour de Java oriental
  - 3e du Jelajah Malaysia
  - 3e du Tour d'Azerbaïdjan
- 2010
  - Tour d'Azerbaïdjan :
    - Classement général
    - 1re, 5e et 6e étapes

  - Tour de Singkarak :
    - Classement général
    - 1re (contre-la-montre par équipes) et 3e étapes

  - 3e étape du Tour du lac Qinghai
  - 3e du championnat d'Iran du contre-la-montre
  - 3e de l'UCI Asia Tour
- 2011
  - 2e étape du Tour d'Azerbaïdjan (contre-la-montre par équipes)
  - Milad De Nour Tour :
    - Classement général
    - 1re étape

  - 3e du Tour d'Azerbaïdjan
- 2013
  -  Champion d'Iran sur route
  - Tour des Philippines :
    - Classement général
    - 4e étape

  - Tour d'Iran - Azerbaïdjan :
    - Classement général
    - 5e étape

  - Classement général du Tour de Singkarak
  - Tour de Bornéo :
    - Classement général
    - 4e étape

  - 3e de l'UCI Asia Tour
- 2014
  - 5e étape du Tour du Japon
  - Tour d'Iran - Azerbaïdjan :
    - Classement général
    - 5e étape

  - Tour de Java oriental :
    - Classement général
    - 2e étape

  - 3e du Tour du Japon
  - 3e du Tour de Fuzhou
- 2016
  - 5e etape du Tour d'Iran - Azerbaïdjan

### Classements mondiaux
| Année                                 | 2005 | 2006 | 2007 | 2008 | 2009 | 2010 | 2011 | 2012 | 2013 | 2014 | 2015 | 2016 | 2017  | 2018  |
| ------------------------------------- | ---- | ---- | ---- | ---- | ---- | ---- | ---- | ---- | ---- | ---- | ---- | ---- | ----- | ----- |
| Classement mondial                    |      |      |      |      |      |      |      |      |      |      |      | 355e | 1485e | 2619e |
| UCI Europe Tour                       | nc   | 246e | 890e | nc   | 910e | nc   | nc   | nc   | nc   | nc   | nc   | nc   | nc    | nc    |
| UCI Asia Tour                         | 8e   | 1er  | 2e   | 2e   | 1er  | 3e   | 18e  | 144e | 3e   | 6e   | 68e  | 25e  | 244e  | 597e  |
|                                       |      |      |      |      |      |      |      |      |      |      |      |      |       |       |
| Légende : nc = non classéSource : UCI |      |      |      |      |      |      |      |      |      |      |      |      |       |       |